# Condado de Putnam (Florida)
El condado de Putnam es un condado ubicado en el estado de Florida. En 2000, su población era de 70 423 habitantes. Su sede está en Palatka.

## Historia
El Condado de Putnam fue creado en 1849. Hay dos posibles orígenes para el nombre del condado. Una posibilidad es que haya sido nombrado en honor a Israel Putnam, héroe de la guerra franco-india y General de la Guerra de Independencia de los Estados Unidos. Otra posibilidad es que sea el apellido de Benjamin A. Putnam, oficial durante las Guerras Seminole y político local.

## Demografía
Según el censo de 2000, el condado cuenta con 70 423 habitantes, 27 839 hogares y 19.459 familias residentes. La densidad de población es de 38 hab/km² (98 hab/mi²). Hay 33 870 unidades habitacionales con una densidad promedio de 18 u.a./km² (47 u.a./mi²). La composición racial de la población del condado es 77,91% Blanca, 17,04% Afroamericana o Negra, 0,42% Nativa americana, 0,44% Asiática, 0,04% De las islas del Pacífico, 2,94% de Otros orígenes y 1,20% de dos o más razas. El 5,92% de la población es de origen hispano o latino cualquiera sea su raza de origen.
De los 27 839 hogares, en el 28,10% de ellos viven menores de edad, 52,80% están formados por parejas casadas que viven juntas, 12,90% son llevados por una mujer sin esposo presente y 30,10% no son familias. El 25,10% de todos los hogares están formados por una sola persona y 11,90% de ellos incluyen a una persona de más de 65 años. El promedio de habitantes por hogar es de 2,48 y el tamaño promedio de las familias es de 2,95 personas.
El 24,60% de la población del condado tiene menos de 18 años, el 7,70% tiene entre 18 y 24 años, el 24,20% tiene entre 25 y 44 años, el 25,10% tiene entre 45 y 64 años y el 18,50% tiene más de 65 años de edad. La edad media es de 40 años. Por cada 100 mujeres hay 97,60 hombres y por cada 100 mujeres de más de 18 años hay 94,20 hombres.
La renta media de un hogar del condado es de $28 180, y la renta media de una familia es de $34 499. Los hombres ganan en promedio $29 975 contra $20 955 para las mujeres. La renta per cápita en el condado es de $15 603. 20,90% de la población y 15,80% de las familias tienen rentas por debajo del nivel de pobreza. De la población total bajo el nivel de pobreza, el 30,60% son menores de 18 y el 13,10% son mayores de 65 años.

## Localidades

### Municipalidades
- Ciudad de Crescent City
- Pueblo de Interlachen
- Ciudad de Palatka
- Pueblo de Pomona Park
- Pueblo de Welaka

### No incorporadas
- East Palatka